# 佛罗里达新接霉
佛罗里达新接霉（学名：Neozygites floridana）是属于虫霉目新接霉科新接霉属的一种真菌，寄生在螨类上。该种分布于中国、以色列、日本、美国、瑞士、波兰等地。